# Projekt 903 Lun
Projekt 903 Lun (v kódu NATO: Utka) je sovětský vojenský ekranoplán. Pro let využívá princip dynamického přízemního efektu a má typicky létat nízko, několik metrů nad vodní hladinou. Je to jediný ekranoplán vyzbrojený protilodními střelami. Sovětský svaz plánoval stavbu až osmi strojů, čemuž zabránil konec studené války. Dokončen byl jen prototyp označený MD-160. Provozovalo jej sovětské a poté ruské námořnictvo. V zemi původu byl tento stroj považován za loď.

## Vývoj

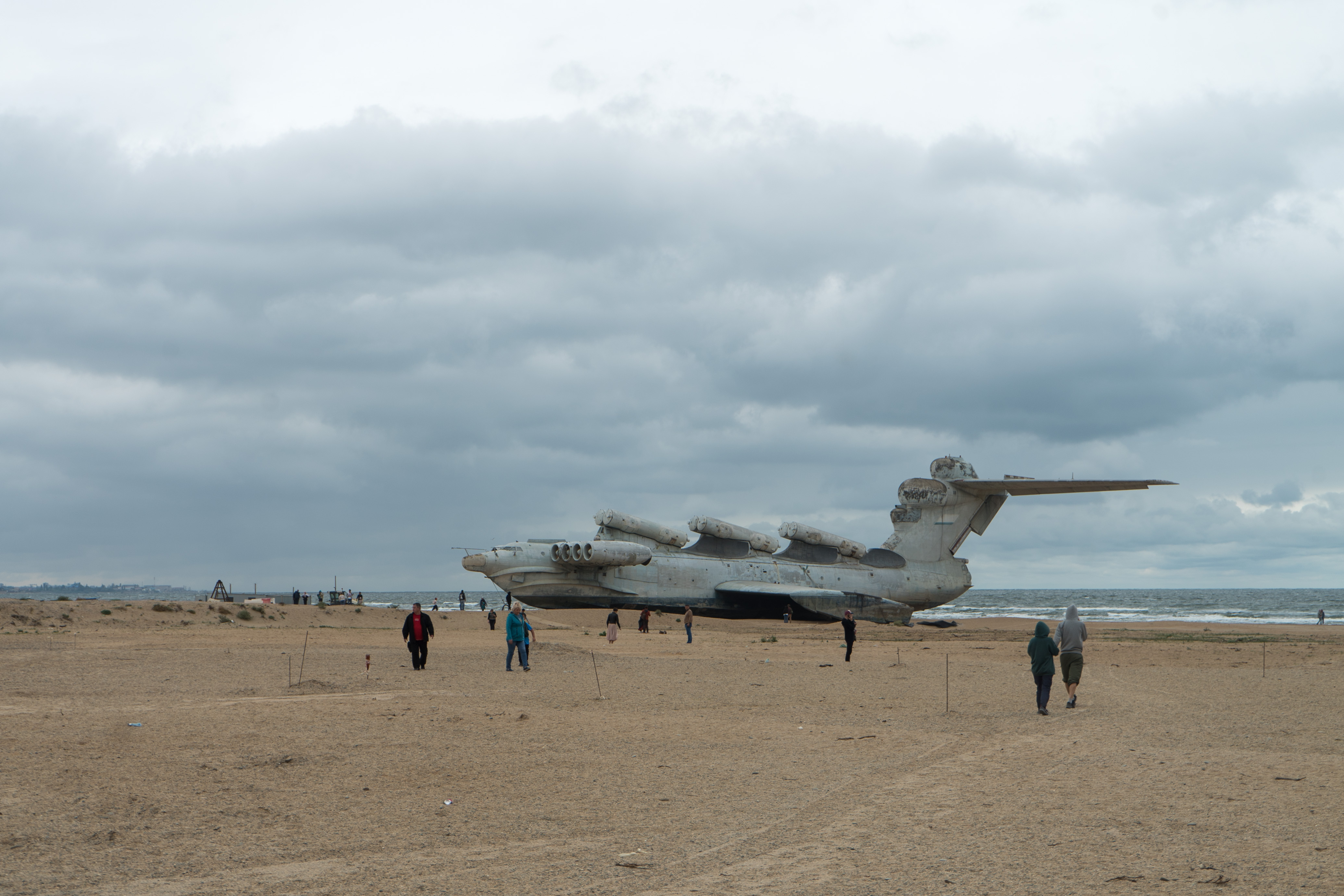
Ekranoplán MD-160 v roce 2021

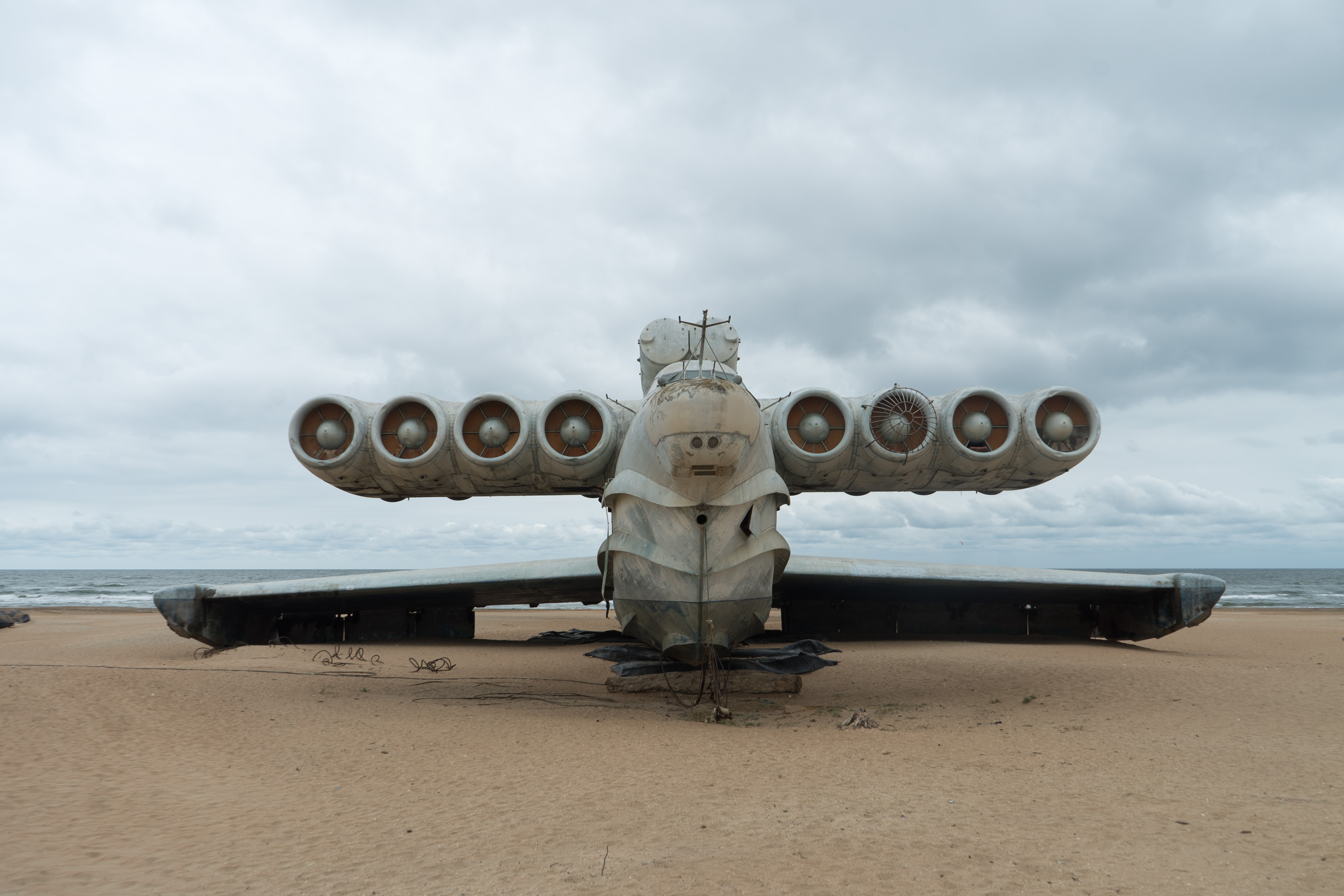
Ekranoplán MD-160

Vývoj ekranoplánu Lun vedl Rostislav Jevgeňjevič Alexejev. Plánována byla stavba osmi letounů. Prototyp MD-160 byl rozestavěn roku 1986 v Nižném Novgorodu. Dokončen byl roku 1991. Během stavby druhého stroje bylo rozhodnuto dokončit jej v neozbrojené verzi. Po havárii jaderné ponorky K-278 Komsomolec bylo dokonce zvažováno udělat z něj Spasatel, rychlý záchranný stroj vybavený malou palubní nemocnicí. Stavba však byla finančně nákladná a do skončení studené války byl dokončen pouze první kus MD-160 a práce na druhém byly zastaveny ve vysokém stupni rozestavěnosti. MD-160 byl zařazen ke Kaspické flotile. Ze služby byl vyřazen na konci 90. let.
Dne 31. července 2020 byl MD-160 odvlečen z Kaspijsku do Derbentu, aby se stal součástí plánovaného Patriot Parku, nacházejícího se na břehu Kaspického moře

## Konstrukce
Stroj pohánělo osm dvouproudových motorů Kuzněcov NK-87, každý o tahu 127,4 kN. Jeho údernou výzbroj představovalo šest nadzvukových protilodních střel P-270 Moskit (v kódu NATO: SS-N-22 Sunburn) s dosahem 120 km. Jejich odpalovací kontejnery byly umístěny po dvou na hřbetě trupu. Obrannou výzbroj představovaly čtyři 23mm kanóny ve dvou věžích, z nichž jedna byla umístěna na zádi a druhá po prvním párem kontejnerů protilodních střel. Vyhledávací radar byl umístěn ve svislé ocasní ploše. V akci mělo spolupracovat několik strojů najednou. Za vhodný cíl byly považovány americké letadlové lodě.